# Ponga
Ponga is een gemeente in de Spaanse provincie en regio Asturië met een oppervlakte van 205,98 km². Ponga telt 643 inwoners (1 januari 2016).

## Demografische ontwikkeling
Bron: INE, 1857-2011: volkstellingen